# Afrikaanse zwarte scholekster
De Afrikaanse zwarte scholekster (Haematopus moquini) is een vogel uit de familie van de scholeksters (Haematopodidae).

## Uiterlijk
Het verenkleed van de Afrikaanse zwarte scholekster is, in tegenstelling tot dat van de scholekster die in Europa voorkomt, geheel zwart gekleurd. De snavel van de vogel is rood en heeft een oranjegele punt. De poten zijn vleeskleurig.

## Verpreiding
De Afrikaanse zwarte scholekster broedt aan de kusten van Angola tot in Zuid-Afrika. De soort komt voor in verschillende soorten kustgebieden, zowel op plaatsen waar zandstranden zijn als op plaatsen waar de kust rotsachtig is.

## Status
De grootte van de wereldpopulatie is in 2015 geschat op 4.450 volwassen individuen. Men veronderstelt dat de soort in aantal vooruit gaat. Op de Rode lijst van de IUCN heeft deze soort de status niet bedreigd.